# Brachygrammatella
Brachygrammatella is een geslacht van vliesvleugeligen uit de familie Trichogrammatidae. De wetenschappelijke naam van dit geslacht is voor het eerst geldig gepubliceerd in 1915 door Alexandre Arsène Girault.

## Soorten
Het geslacht Brachygrammatella omvat de volgende soorten:
- Brachygrammatella coniclavata Lin, 1993
- Brachygrammatella hilli Viggiani, 1968
- Brachygrammatella indica Viggiani & Hayat, 1974
- Brachygrammatella jaipurensis Yousuf & Shafee, 1988
- Brachygrammatella nebulosa Girault, 1915
- Brachygrammatella perplexa (Girault, 1915)
- Brachygrammatella salutaris Doutt, 1969
- Brachygrammatella speciosissima (Girault, 1912)
- Brachygrammatella ventralis Doutt, 1969